# Moloko (альбом)
«Moloko» — пятый студийный альбом группы «Би-2», выпущенный компанией «Стиль рекордс» в 2006 году.

## Об альбоме
Название альбома и оформление его обложки — отсылка к фильму Стэнли Кубрика «Заводной апельсин».
Группа начала «Молоко-тур» не с концертов в российских городах, а с зарубежных турне, представив свою новую работу сначала в Америке, Германии, Франции и Прибалтике.
Песня «Привет тебе» — кавер-версия песни группы «Центр».

## Список композиций
Слова и музыка всех песен — Лёва Би-2, Шура Би-2 и Михаил Карасёв, за исключением отмеченных.
| №                   | Название                                              | Автор(ы)            | Длительность |
| ------------------- | ----------------------------------------------------- | ------------------- | ------------ |
| 1.                  | «Дурочка»                                             |                     | 4:05         |
| 2.                  | «Он плохо кончил»                                     |                     | 3:12         |
| 3.                  | «Радиовьетнам»                                        |                     | 4:12         |
| 4.                  | «Держаться за воздух»                                 |                     | 5:55         |
| 5.                  | «Привет тебе» («Центр» cover)                         | Василий Шумов       | 3:59         |
| 6.                  | «Ты будешь драться»                                   |                     | 3:44         |
| 7.                  | «Из-за меня» (при уч. Диана Арбенина)                 |                     | 4:55         |
| 8.                  | «Научи меня быть счастливым»                          |                     | 3:51         |
| 9.                  | «Сны» (при уч. Диана Арбенина)                        |                     | 5:42         |
| 10.                 | «Вниз»                                                |                     | 4:53         |
| 11.                 | «Макондо»                                             |                     | 5:16         |
| 12.                 | «Моя любовь» (совместно с Ундервуд; переиздание 2007) |                     | 4:48         |
| 13.                 | «Медленный, как снег» (переиздание 2007)              |                     | 4:03         |
| Общая длительность: | Общая длительность:                                   | Общая длительность: | 58:30        |

| №                   | Название                                  | Длительность |
| ------------------- | ----------------------------------------- | ------------ |
| 14.                 | «Дурочка (remix by Ж. Панков)»            | 3:56         |
| 15.                 | «Дурочка (remix by Ю. Усачев)»            | 5:58         |
| 16.                 | «Держаться за воздух (версия by О.Чехов)» | 4:19         |
| Общая длительность: | Общая длительность:                       | 72:51        |

## Участники записи
Би-2
- Лёва Би-2 — основной вокал, гитары, автор
- Шура Би-2 — гитары, вокал, автор
- Андрей Звонков — гитара, аранжировки
- Максим «Лакмус» Андрющенко — бас-гитара
- Борис Лифшитц — ударные, перкуссия, loops (2,4,6,8)

Другие участники
- Диана Арбенина — гостевой вокал (7 и 9 треки)
- Олег Чехов — loops, клавишные, аранжировки (4 трек)
- А. Севидов — клавишные и аранжировки (7 и 9 треки), loops
- Евгений Панков — аранжировки, синтезаторы, клавишные, бэк-вокал
- Григорий Габерман — ударные
- Александр Плявин — бас-гитара
- Николай Плявин — клавишные
- Дмитрий Севостьянов — ударные
- Михаил Лихачёв — тромбон
- Олег Гарбак — труба
- А. Бельчиков — ударные
- Дмитрий Калинский — виолончель
- Пётр Сурайкин — виолончель
- С. Азорян — скрипка
- Ольга Держинская — скрипка
- Михаил Осокин — хор
- Константин Симонов — хор
- В. Кирилюк — хор
- Дмитрий Фролов — хор
- С. Чернышёв — виброфон
- Е. Белоконь — бэк-вокал

Технические данные
- Записано в студии МГСУ осенью 2005 — зимой 2006, г. Москва. Операторы — Большаков, Юровский
- Adam Calaitzis и Би-2 — сведение в Toyland Recording Studio, г. Мельбурн, весна 2006
- Дон Бартли — мастеринг в 301 Studio, г. Сидней
- Шура Би-2 и Лёва Би-2 — продюсирование звука
- Ольга Страховская — стиль
- Кэт — модель
- О. Кужим — модель
- Е. Добрякова — дизайн
- А. Мускин — фото